# 2855 Bastian
2855 Bastian (1931 TB2) là một tiểu hành tinh vành đai chính được phát hiện ngày 10 tháng 10 năm 1931 bởi Reinmuth, K. ở Heidelberg.